# 涅槃宗 (日本)
 涅槃宗 （ねはんしゅう）は、安土桃山時代から江戸時代初期まで存在した日本の仏教の一派。開祖は及意上人空源。
所依の経典は『涅槃経』と『法華経』。

## 概要

### 特長
- 涅槃経の「悉有仏性」、法華経の「一乗思想」を基本とする。
- 一向宗同様、僧侶は妻帯する[1]
- 開祖の空源は無師独悟

### 歴史
- 文禄元年（1592年）、無師独悟した空源が京の晴明町に庵を結んで布教を始めた。
- 慶長元年（1596年）5月15日、説法を聞きに来た少年を弟子として空禅の法名を与えた（後の住友政友）。
- 慶長7年（1602年）、後陽成天皇より空源に、及意上人の号が贈られ、晴明町に本山として、北城金光山涅槃寺を創建した。
- この頃、天鷲寺（大坂）、光澤寺（堺）、豊学寺（摂津荒牧）、東雲寺（近江川辺）が空源によって創建された。
- 慶長18年（1613年）、後水尾天皇より、空尊に対し、臺玉上人の号が贈られた。
- 元和3年（1617年）11月15日、後陽成天皇の崩御後、他宗派によって京都所司代の板倉勝重に邪宗派として訴えられ、12月2日、涅槃寺が破壊され、12月26日、空源以下主立った者が江戸に護送された。
- 元和4年（1618年）、空源が酒井忠世に、空禅が佐倉藩に、空位が安藤重信に、空越が宇都宮藩に預かりとなった。
- 元和5年（1619年）8月7日、開祖の空源が酒井忠世の下屋敷で病没、その他の人々の拘禁が解除され、空禅は帰京して、員外沙門を名乗った。

- この頃、後陽成天皇の遺命を受けた天海により、涅槃宗を天台宗に吸収して三明院門流とすることとなった。
- 寛永4年（1627年）、近江坂本 大覚寺を三明院門流の本山として、空尊が入った。

以降、涅槃宗は天台宗三明院門流として継続することとなった。

### 信仰地域
本拠の京のほか、寺院のあった大坂、近江、移送された江戸、網干、紀伊、博多などに信徒がいたが、天台宗吸収後は、住友政友のように、表向きは他宗に属して信仰を続けた者もいた。